# Cima di Gaina
La Cima di Gaina (in francese Cime de la Galine)  è una montagna di 2.400 m s.l.m.  delle Alpi Liguri (sottosezione Alpi del Marguareis).

## Descrizione

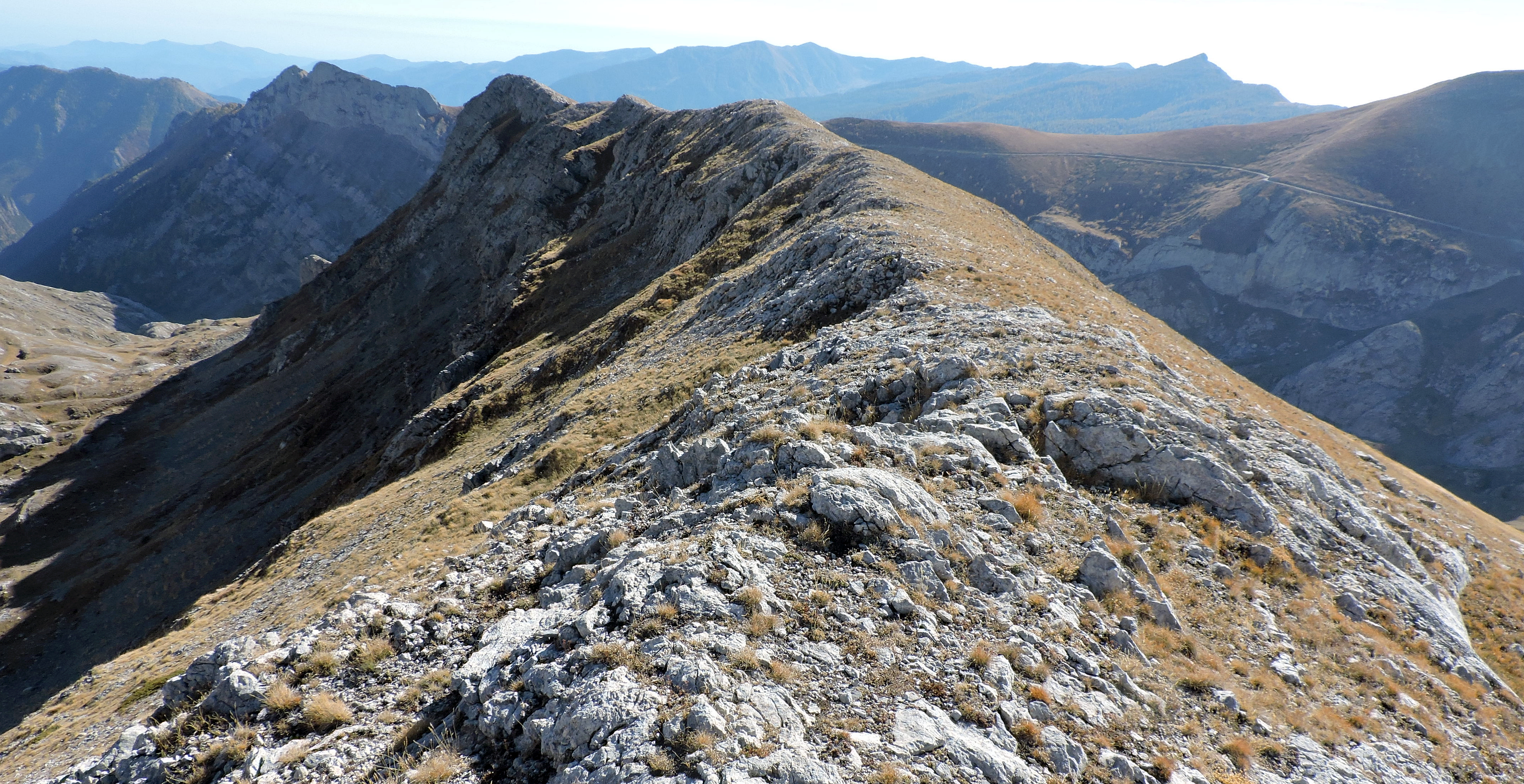
La cresta meridionale

La montagna fa parte della catena principale alpina ed è situata sullo spartiacque che separa il bacino del Tanaro (a est) dalla valle Roia. A sud lo spartiacque si abbassa verso il Colle dei Signori mentre a nord della cima si trova il passo di Gaina che la separa dalla Punta Marguareis. La montagna è collocata sul confine di stato tra l'Italia (provincia di Cuneo) e la Francia (dipartimento delle Alpi Marittime). Amministrativamente la parte italiana appartiene dal comune di Briga Alta e quella francese ad una exclave del comune francese di La Brigue (FR-06). Morfologicamente è caratterizzata a ovest da pendii detritici di roccia calcarea e, ad est, da paretine dello stesso tipo di roccia, piuttosto impervie. La sua vetta è segnalata da un piccolo ometto di pietrame e da un cippo di confine. La prominenza topografica della Cima di Gaina è di 43 metri.

## Accesso alla cima
La Cima di Gaina può essere raggiunta abbastanza facilmente partendo dal vicino rifugio Don Barbera per tracce di passaggio che si staccano dal colle di Gaina, a sua volta raggiungibile con un sentiero proveniente dal colle dei Signori. Dal colle transita la via normale per il Marguareis.

## Storia
La montagna, che un tempo apparteneva all'Italia, è oggi passata interamente alla Francia: il trattato di Parigi fa infatti transitare il confine sulla sua cima.

## Tutela naturalistica
La zona orientale della montagna appartiene al Parco naturale del Marguareis.

## Punti di appoggio
- Rifugio don Barbera